# Cetoscarus bicolor

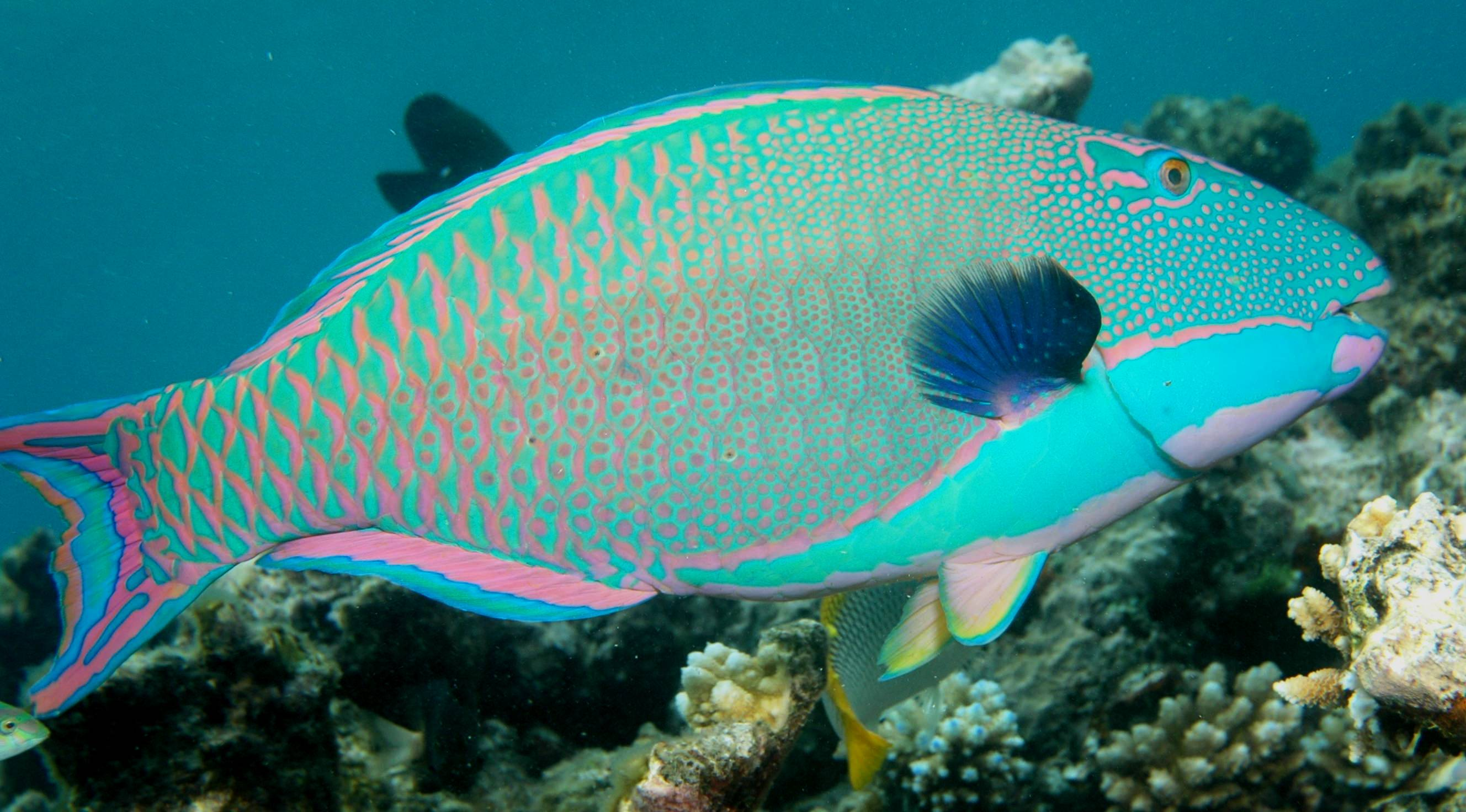
Exemplar fotografiat a la Gran Barrera de Corall (Austràlia).

Cetoscarus bicolor és una espècie de peix de la família dels escàrids i de l'ordre dels perciformes.

## Morfologia
Els mascles poden assolir els 90 cm de longitud total.

## Distribució geogràfica
Es troba des del Mar Roig fins a les Tuamotu, les Illes Izu i el sud de la Gran Barrera de Corall.